# Vastemõisa
Vastemõisa (deutsch: Wastemois) ist ein Dorf in der Gemeinde Suure-Jaani. Es liegt im estnischen Kreis Viljandi. Die Fläche beträgt 10,8 km². Das Dorf hat 455 Einwohner (Stand: 1. Januar 2006).

## Geschichte
Das Gutshaus von Vastemõisa wurde erstmals 1559 urkundlich erwähnt. Es stand über Jahrhunderte in staatlichem Eigentum. Wohl gegen Ende des 18. Jahrhunderts wurde das heutige einstöckige Gebäude aus Holz errichtet.
Bis 22. Oktober 2005 war Vastemõisa eine eigenständige Gemeinde, bevor es Teil der Gemeinde Suure-Jaani wurde.